# Ханафи, Абдул Салам

Абдул Салам Ханафи (пушту عبدالسلام حنفي‎ [ˈabdʊl saˈlɑm hanaˈfi], дари и узб. عبدالسلام حنفی) — афганский узбекский политический и религиозный деятель, один из лидеров «Талибана», исполняющий обязанности второго заместителя премьер-министра Исламского Эмирата Афганистан с 2021 года; одна из центральных фигур «катарского офиса» талибов. Был заместителем министра образования в период Первого Исламского Эмирата.

## Биография
Родился в провинции Джаузджан, расположенной на севере Афганистана. Учился в различных религиозных заведениях, в том числе в Карачи, Пакистан. Некоторое время преподавал в Кабульском университете. Является членом движения «Талибан» с самого его основания. Однако он широко известен среди талибов как «алим-э-дин» (знаток веры).